# Sparkasse Mittelsachsen
Die Sparkasse Mittelsachsen ist die regionale Sparkasse in den beiden früheren Landkreisen Freiberg und Mittweida. Sie wurde 1823 als Sparkasse Freiberg gegründet und gehört damit zu den ältesten Sparkassen in Sachsen.
In der Region ist die Sparkasse Mittelsachsen ein regionaler Finanzdienstleister. Sie ist ein Anbieter von Finanzdienstleistungen für private, gewerbliche sowie kommunale Kunden des Geschäftsgebietes im Landkreis Mittelsachsen. Im Mittelpunkt stehen dabei das Einlagen- und Kreditgeschäft sowie das Verbundgeschäft mit den Kunden. Die Sparkasse ist Förderer von Bildung, Wirtschaft und Kultur.

## Organisationsstruktur
Die Sparkasse Mittelsachsen ist eine dem gemeinen Nutzen dienende mündelsichere Anstalt des öffentlichen Rechts. Träger der Sparkasse ist die Sachsen-Finanzgruppe. Die Sparkasse ist Mitglied des Ostdeutschen Sparkassenverbandes. Rechtsgrundlagen des Kreditinstitutes sind das Sparkassengesetz des Bundeslandes Sachsen und die Satzung der Sparkasse. Vorsitzender des Verwaltungsrates ist der Landrat des Landkreises Mittelsachsen.

## Geschichte
Freiberg ist der traditionsreichste Sparkassen-Standort im heutigen Gebiet der Sparkasse Mittelsachsen und einer der ältesten in Sachsen. Die Sparkasse in Freiberg wurde im Juli 1823 in dem „der freyen Arbeitsanstalt im hiesigen Waisenhaus gehörigen Locale vom Verein der hiesigen errichteten Sparkasse auf Initiative des Amtshauptmanns Freiherr von Friesen eröffnet“. Dieser war u. a. für Finanzen in den Kommunen zuständig. Er muss von einem Schreiben des sächsischen Hofes (König Friedrich August I.) vom 30. März 1822, das die Sparkassen-Idee nach der Gründung der Sparkasse in Dresden im Februar 1821 aufgegriffen hatte und zu weiteren Sparkassen-Gründungen aufrief, begeistert gewesen sein. Mit 24 Bürgern Freibergs gründete er einen Verein, in dessen Trägerschaft die Sparkasse entstand. Am 28. Juli 1823 war der erste Öffnungstag. Im Jahr 1833 ging die Sparkasse dann in städtische Trägerschaft über. Die Sparkasse an der Freiberger Poststraße ist heute die Hauptfiliale der Sparkasse Mittelsachsen. 

## Gesellschaftliches Engagement
Die Sparkasse Mittelsachsen fördert mit Spendengeldern gemeinnützige Initiativen. Ihre fünf Sparkassen-Stiftungen verfügen über ein Vermögen von mehreren Millionen Euro. Sie sind in den Bereichen Jugend und Sport, Soziales und Umwelt sowie Kunst und Kultur tätig und unterstützen die TU Bergakademie Freiberg sowie den Mittelsächsischen Kultursommer. Die Sparkassen-Stiftung für Kunst und Kultur wurde zweimal mit dem Stiftungspreis DAVID, einer nationalen Auszeichnung der Deutschen Sparkassen-Finanzgruppe, prämiert.

## Auszeichnungen
- 2006 Stiftungspreis DAVID des Deutschen Sparkassen- und Giroverbands (DSGV)
- 2012 FOCUS MONEY Sieger im Bankentest in Freiberg
- 2013 Stiftungspreis DAVID des Deutschen Sparkassen- und Giroverbands (DSGV)
- 2014 FOCUS MONEY Sieger im Bankentest in Freiberg
- 2016 FOCUS MONEY Sieger im Bankentest in Freiberg
- 2020 „Beste Bank vor Ort“, 1. Platz Privatkundenberatung Mittweida, Gesellschaft für Qualitätsprüfung mbH
- 2020 „Premium-Partner Förderberatung“ der Landesbank Baden-Württemberg (LBBW)
- 2021 FOCUS MONEY Sieger im CityContest Privatkunden, Beratung & Service in Mittweida
- 2021 FOCUS MONEY Sieger im CityContest Geschäftskunden, Beratung & Service in Mittweida